# Кусанин, Николай Петрович
Николай Петрович Кусанин — советский хозяйственный, государственный и политический деятель.

## Биография
Родился в 1917 году в селе Ковалево. Член КПСС с 1940 года.
С 1930 года — на хозяйственной, общественной и политической работе. В 1930—1982 гг. — колхозник, завклубом, инспектор культурно-просветительной и библиотечной работы Борского района, второй секретарь Борского райкома комсомола, инструктор Ольского райкома ВКП(б), председатель Ольского райисполкома, начальник управления рыбопромыслового хозяйства Дальстроя, председатель Магаданского горисполкома, председатель Колымского окружкома профсоюза, Магаданского обкома профсоюза рабочих металлургической промышленности, председатель Магаданского горисполкома, первый секретарь Магаданского горкома КПСС, заместитель председателя Магаданского облисполкома.
Делегат XXII съезда КПСС.
Умер в Рязани в 1998 году.